# Tweede Kamerverkiezingen 2021/Kandidatenlijst/Partij voor de Republiek
Dit is de kandidatenlijst voor de Tweede Kamerverkiezingen van 2021 van de Partij voor de Republiek.

## De lijst
1. Bruno Braakhuis, Haarlem - 144 voorkeurstemmen
2. Okke de Lint, Frankfurt am Main (DE) - 6
3. Jeff de Kleijn, Waterloo (BE) - 2
4. René Zwaap, Amsterdam - 18
5. Thom Straatsma, Amsterdam - 15
6. Siebren Klein, Harlingen - 22
7. Mieke de Graaf, Midsland - 28
8. Serge van Duijnhoven, Vught - 2
9. Ed Heesbeen, Staphorst - 2
10. Paul Damen, Amsterdam - 2
11. Rob Muntz, Zaandam - 14

VVD · PVV · CDA · D66 · GroenLinks · SP · PvdA · ChristenUnie · Partij voor de Dieren · 50PLUS · SGP · DENK · FVD · BIJ1 · JA21 · Code Oranje · Volt · NIDA · Piratenpartij · LP · JONG · Splinter · BBB · NLBeter · LHK · OPRECHT · JEZUS LEEFT · TROTS · UCF · Lijst 30 · PvdE · DFP · VSN · WZNL · Modern Nederland · De Groenen · PvdR